# Марк Юній Сілан (претор)
Марк Юній Сілан (*Marcus Junius Silanus, прибл. 117 до н. е. —після 45 до н. е.) — політичний діяч Римської республіки.

## Життєпис
Походив з впливового плебейського роду Юніїв. Син Децима Юнія Сілана, монетарія 89-91 років до н.е., онук Луція Юнія Сілана, праонук Децима Юнія Сілана Манліана, претора 142 року до н.е. Через останнього пов'язаний з родом Манліїв.
Про молоді роки немає відомостей. У 77 році до н. е. обіймав посаду претора. У 76 році до н. е. як проконсул керував провінцією Азія. У 75 році звідти привіз до Риму картину Нікія Афінського. У 53 році до н.е. обіймав посаду легата в армії Гнея Помпея Магна.
У громадянській війні між Гаєм Юлієм Цезарем та Гнеєм Помпеєм Магном не брав участь, залишившись у Римі. В цей час Сілан перебував у похилому віці, тому не наважився втручатися у цю боротьюу. Остання згадка про нього датується 45 роком до н. е.

## Родина
- Марк Юній Сілан, консул 25 року до н. е.
- Луцій Юній Сілан, претор 24 року до н. е.
- Гай Юній Сілан